# ريتشارد ديلغادو
ريتشارد ديلغادو (بالإنجليزية: Richard Delgado)‏ هو محامي أمريكي، ولد في 6 أكتوبر 1939.